# Burg Raeren
Die Burg Raeren ist eine Wasserburg in dem gleichnamigen belgischen Ort Raeren nahe der Grenze zu Deutschland. Sie wird auch „Untere Burg“ genannt, da noch eine „Obere Burg“ in der Flur Raeren existiert haben soll.

## Geschichte
Anfänglich bestand die Burg nur aus einem nahezu quadratischen Wohnturm mit zwei Geschossen, dessen Errichtung in die Mitte des 14. Jahrhunderts datiert. Als Bauherr wird Jean d’Alensberg vermutet, was bisher jedoch noch nicht belegt werden konnte. Urkundlich erstmals erwähnt wurde die Anlage im Jahr 1425. Schon damals umgeben von zwei Gräben und mehreren Teichen, war der Turm mitsamt Küchenbau und angeschlossenem Hofgut ein Lehen der propsteilichen Mannkammer des nahe gelegenen Aachener Marienstifts. Archäologische Ausgrabungen in den Jahren 1968/69 konnten aber belegen, dass sich an diesem Ort schon um 1300 eine Schmelzhütte für Eisenerz befunden hat.
Erster namentlich bekannter Besitzer war 1426 Johann van den Roideren, auf den auch der alte Name der Anlage „zen Roideren“ zurückgeht. Über die Familien von Nechtersheim, von Kaldenbach und von Belven kam die Burg 1552 an Johann von Lomont, der als Ehemann der Anna Krümmel die Anlage relevierte. Auskunft darüber gibt das Lehnsregister des Aachener Marienstifts. Johanns Nachfahre Philipp von Lomont ließ die Burganlage nach einem Küchenbrand stark erweitern. Unter ihm wurde ab dem Jahr 1583 das Wohnhaus vergrößert, Wehrmauern errichtet und zwei große Wirtschaftsflügel sowie zwei Ecktürme gebaut. Für die Neubauten wurde – wie auch schon für den Wohnturm – das typische Baumaterial dieser Region verwendet: Blaustein. Durch die Arbeiten erhielt die Anlage ihren heutigen, rechteckigen Grundriss aus Gebäuden, die sich um einen zentralen Innenhof gruppieren.
Nachdem die Burg im Laufe der Zeit baufällig geworden war, erfolgten nach 1791 unter dem damaligen Besitzer, dem Advokaten Peter Joseph de Nys (1757–1826), Umbauten im romantischen Stil. Sein Wappen und das seiner Frau aus der Familie von der Gracht zieren heute noch das Eingangsportal der Anlage. Durch ein Feuer am 20. September 1856 brannten sämtliche landwirtschaftlichen Gebäude der Burg bis auf die Grundmauern ab, wurden anschließend aber wieder aufgebaut.
Nachdem die Gemeinde Raeren die Anlage 1960 käuflich erworben hatte, richtete sie dort ein Töpfereimuseum ein. Ein weiterer Brand im Jahr 1982 zerstörte wertvolle Teile der alten Bausubstanz, die anschließend aufwändig restauriert wurde, da Burg Raeren 1952 als erstes ostbelgisches Haus unter Denkmalschutz gestellt worden war.

## Heutige Nutzung

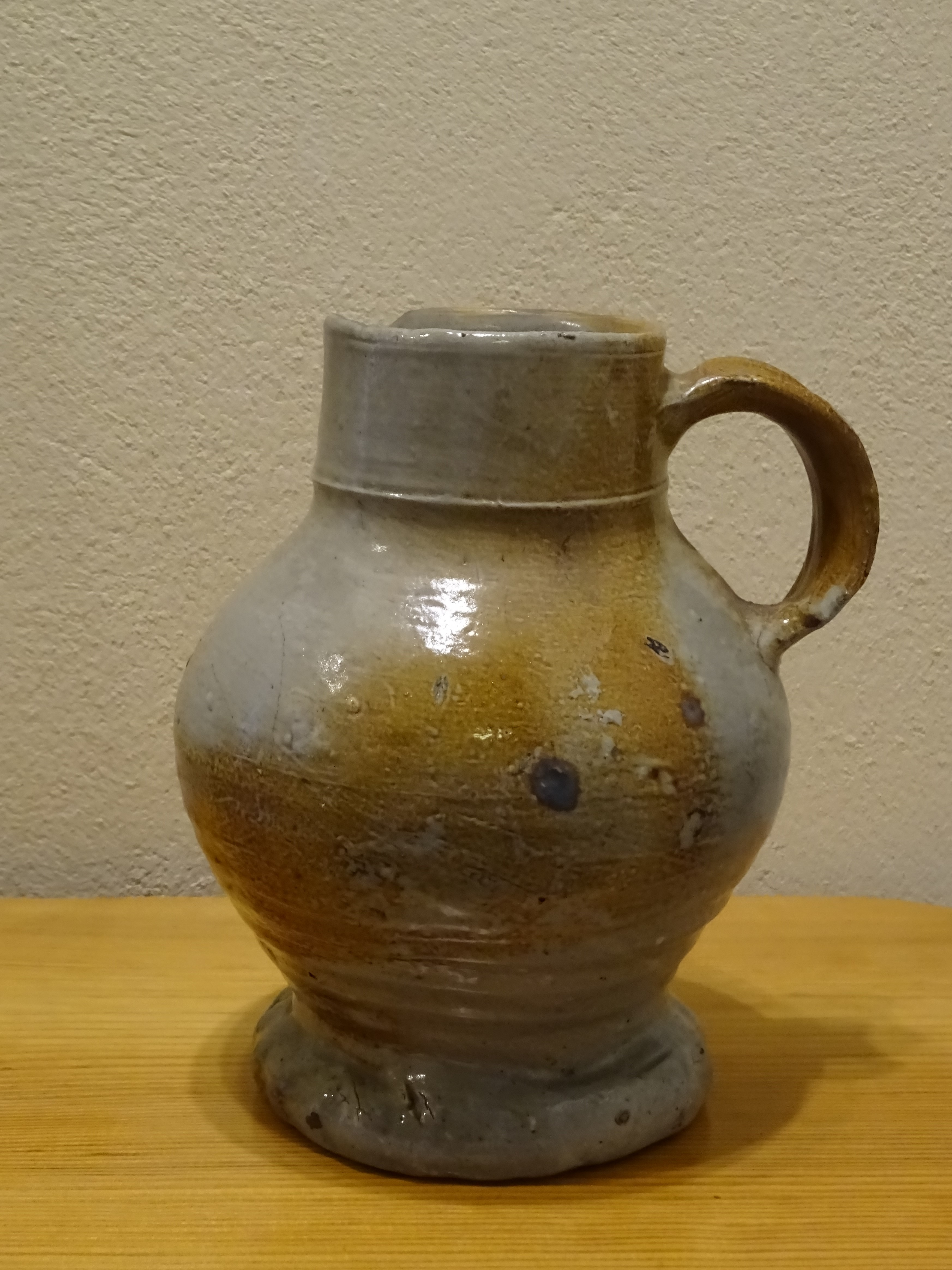
Krug im Museum

Ermöglicht durch die langjährigen Grabungen des Archäologen Otto Eugen Mayer und seiner Mitstreiter, konnte 1963 das Töpfereimuseum Raeren eröffnet werden. Es präsentiert die Geschichte des bekannten Rheinischen Steinzeugs, insbesondere des Raerener Steinzeugs, und der Töpferei von Raeren. Die Exponate stammen größtenteils aus archäologischen Funden und bieten durch Stücke aus der Römerzeit, dem Mittelalter, der Renaissance und dem Historismus einen umfassenden Überblick über die Entwicklung dieses Handwerks.
Außerdem beherbergt die Burg das Raerener Touristenbüro.